# Аарон Клуг
Аарон Клюґ (11 серпня 1926, Желвас (Жялва), Литва — 20 листопада 2018, Кембридж) — британський і південноафриканський біохімік. Лауреат Нобелівської премії з хімії (1982).

## Біографія
Народився у литовському містечку Жялва в єврейській родині Лейзера Клюґа і Бейли Клюґ (Сілін). Коли йому було два роки, Клюґи переїхали в Дурбан (Південна Африка), куди сім'я його матері емігрувала на початку століття.
З 1937 по 1941 Клюґ вчився в школі міста Дурбан. Після того, як хлопчик прочитав книгу Поля де Крюіфа «Мисливці за мікробами», у нього народився інтерес до науки.
Поступивши в 1942 в Університет Вітватерсранда в Йоганнесбургу, Клюґ став відвідувати підготовчий курс з медицини, а також заняття з біохімії, фізики та математики. До того часу, коли в 1945 році він закінчив університет, здобувши ступінь бакалавра природничих наук, його вибором стала фізика.
Займаючись в Кейптаунському університеті на виділену йому стипендію, він вивчив в одного зі своїх вчителів, Р. У. Джеймса, метод рентгенівської кристалографії. Здобувши в 1946 у ступінь магістра природничих наук, Клюґ залишився в Кейптаунському університеті, щоб продовжити свою роботу з Джеймсом над вивченням органічних сполук за допомогою дифракції рентгенівських променів.
Стипендії та субсидія на проведення наукових досліджень, які здобув від Триніті-коледжу Кембриджського університету, дали змогу 1949 року переїхати до Англії. Клюґ хотів працювати в Кавендіській лабораторії у нобелівських лауреатів з хімії 1962 Макса Перуца і Джоном Кендрю, але там не було вільних місць, і Клюґ під керівництвом Д. Р. Хартрі вивчав структуру сталі. За цю роботу він у 1952 році здобув докторський ступінь.
Перейшовши до відділу колоїдної хімії, Клюґ протягом 1953 року досліджував біофізичні процеси, в ході яких кисень і діоксид вуглецю обмінюються в гемоглобіні. Ці дослідження посилили інтерес ученого до рентгенівського аналізу біологічних молекул, і до кінця наступного року він здобув стипендію Наффілд для роботи в Бербекському коледжі в Лондоні під керівництвом Джона Десмонда Бернала (1901—1971), колишнього викладача Перуца в Кембридзькому університеті. Дуже недовгий час Клюґ вивчав рибонуклеазу. Під час цієї роботи він познайомився з Розаліндою Франклін, чиє дослідження по рентгенівському аналізу ДНК допомогло свого часу Нобелівським лауреатам з фізіології і медицини 1962 Френсісу Кріку і Джеймсу Вотсону встановити структуру цієї молекули.
Вона незадовго до цього розпочала дослідження вірусу тютюнової мозаїки. Отримані Франклін рентгенівські зображення викликали у Клюґа великий інтерес, і він приєднався до цієї роботи. У результаті Клюґ (до того часу Франклін померла в 1958) встановив, що вірус тютюнової мозаїки являє собою широку спіралеподібну структуру з повторюваними фрагментами білка, причому генетичний матеріал розташовується вздовж внутрішньої поверхні білка.
У цей же період часу Клюґ і його колеги досліджували віруси, що викликають поліомієліт. Вважалося, що вони мають сферичну форму, але їхня точна структура встановлена не була — методологія, що була в той час у розпорядженні дослідників рентгенографічного експерименту була в принципі недостатньою для отримання задовільного результату.
Спираючись на знання в галузі фізики та рентгенівського аналізу, Клюґ розробив новий метод, званий кристалографічною електронною мікроскопією, при якому зображення, отримане за допомогою електронного мікроскопа, піддається дифракції лазерним випромінюванням. Одержану в результаті картину можна потім розшифрувати і встановити структуру аналізованого об'єкта.
Цей метод озброїв Клюґа не тільки новим технічним підходом, а й визначив процедуру проведення досліджень, які пов'язують воєдино клітинну і молекулярну структури. Він міг тепер вивчати складну біологічну систему, спочатку вичленувавши її з клітини, потім отримавши детальну картину шляхом рентгенівського та хімічного аналізів і, нарешті, створивши повне зображення всього пристрою за допомогою електронного мікроскопа.
У 1972 він почав застосовувати цю послідовність при аналізі хроматину — сполук білків гістонів з ДНК, які утворюють хромосоми високоорганізованих організмів. У 1981 Клюґу і його колегам вдалося показати, що гістони так туго згорнуті в сферичні клубки, що єдина нитка ДНК людини довжиною приблизно в 2 метри укладається в ядро клітини, діаметр якої менше сотої частки міліметра.
Роздільна здатність методу Клюґа дає змогу отримати зображення більшості атомів хімічних елементів. Таким чином, хімік має можливість безпосередньо спостерігати молекули та їхні комплекси.

У 1982 Клюґ була присуджена Нобелівська премія з хімії «за розробку методу кристалографічної електронної мікроскопії та прояснення структури біологічно важливих комплексів нуклеїнова кислота — білок». У вступному слові від імені Шведської королівської академії наук Б. Г. Мальмстрем заявив, що здійснене Клюґом 
 "вивчення вірусів виявило важливий біологічний принцип, згідно з яким складні молекулярні сукупності в клітинах формуються спонтанно зі своїх компонентів. Дослідження хроматину дало ключ до структурного контролювання прочитання генетичної інформації, закладеної в ДНК. У довгостроковій перспективі воно, безумовно, буде мати вирішальне значення для розуміння природи раку ". 
З 1978 Клюґ стає одним із керівників лабораторії молекулярної біології Ради медичних досліджень у Кембриджі. Тут він продовжує вести наукову роботу, зберігаючи вірність раніше обраній темі.
Продовжуючи дослідження структури вірусу тютюнової мозаїки і деяких інших вірусів, Клюґ і його наукова група вдоськоналили кількісний метод кристалографічної електронної мікроськопії для обчислення тривимірних карт досліджуваних зразків. Надалі інтереси вченого перемістилися в область аналізу структури ДНК і РНК. Зокрема, було проаналізовано просторову структуру рибозиму, тобто каталітичної РНК. Звернення до внутрішньої структури нуклеосоми призвело до розуміння того, як молекула ДНК упакована в хромосомах, а робота над фактором транскрипції, пов'язаних з ДНК, призвела до відкриття нового білкового домену — цинкових «пальців».
У 1995 Клюґ був обраний президентом Лондонського королівського товариства і нагороджений орденом «За заслуги».

## Наукові роботи
- Architecture of plant viruses / / Biochem. J. 1963. V. 88. P. 24;
- An optical method for the analysis of periodicities in electron micrographs, and some ovservations on the mechanism of negative straining / / J. Mol. Biol. 1964. V. 10. (With J. Berger).